# Nicholas Hamilton
Pour les articles homonymes, voir Hamilton.
Nicholas Hamilton, né le 4 mai 2000 à Lismore (Australie), est un acteur australien.

## Biographie
Nicholas Hamilton est né dans la ville de Lismore, en Nouvelle-Galles du Sud. C'est le fils de Vicki Atkins et de Craig Hamilton. Il joue de la batterie depuis ses quatre ans.
Il a un frère, Joshua Hamilton.

## Carrière
Selon ses propres déclarations, Nicholas Hamilton pourrait ne jamais avoir commencé à jouer, si, après la mort de son oncle Ross, il n'avait pas joué un rôle dans une pièce de théâtre (« My uncle Ross, who died of cancer when my acting career kicked off in 2011, was a great role model. [...] When he passed away I knew I had to pursue acting for him. »). Pour la première fois, Nicholas Hamilton a attiré l'attention grâce à son rôle dans le court-métrage Time (2013), où sa mère Vicki Atkins a également joué, et pour lequel il obtient le prix du meilleur acteur au Tropfest, festival australien de court-métrage.  
Ses débuts au cinéma se font en 2015 avec le film Strangerland dans lequel il joue Tom Parker, le fils de Nicole Kidman et (Joseph Fiennes). 
Dans le film Captain Fantastic, qui a été présenté au festival de Cannes et au Festival du film de Sundance en 2016, il joue le rôle de Rellian, le fils de Viggo Mortensen. Il a obtenu ce rôle lors d'un casting mondial à l'âge de 14 ans. Pour le rôle, il était important que le jeune acteur bénéficie d'une bonne forme physique et qu'il possède un certain talent musical. En effet, il y interprète plusieurs chansons (El Hilo De Ariadna, One Day When Heaven Was Filled with His Praises et Sweet Child o' Mine).
En 2017, il joue dans deux adaptations des romans de Stephen King : La Tour sombre et Ça. Dans le film La Tour sombre, Nicholas Hamilton joue le personnage de Lucas Hanson, aux côtés de Matthew McConaughey et Idris Elba.
En septembre 2017, il joue dans l'adaptation du roman de Stephen King, Ça, aux côtés de Bill Skarsgård dans le rôle du clown Pennywise (Grippe-Sou ou Ça). Nicholas, quant à lui, tient le rôle d'Henry Bowers, une des brutes de la ville de Derry, qui malmène le Club des Ratés. Il reprend le rôle tenu auparavant par Jarred Blancard, dans le téléfilm de 1990, « Il » est revenu.

## Filmographie

### Cinéma

#### Longs métrages
- 2015 : Strangerland de Kim Farrant : Tom Parker
- 2016 : Captain Fantastic de Matt Ross : Rellian
- 2017 : La Tour sombre (The Dark Tower) de Nikolaj Arcel : Lucas Hanson
- 2017 : Ça (It) d'Andrés Muschietti : Henry Bowers
- 2019 : Ça : Chapitre 2 (It : Chapter Two) d'Andrés Muschietti : Henry Bowers
- 2019 : Danger Close : The Battle of Long Tan de Kriv Stenders : Soldat Noel Grimes
- 2020 : Endless de Scott Speer : Chris Douglas
- 2026 : Artificial de Luca Guadagnino

#### Courts métrages
- 2013 : Jackrabbit de Stacie Howarth : Jack Warren
- 2013 : The Streak de Michael Gillett : Dave jeune
- 2013 : Time de Liam Connor : James
- 2014 : Letter to Annabelle de Dom Marano : Jack
- 2014 : Long Shadows de Darwin Brooks : Nathan Sinclair
- 2015 : Gifted de Ryan Unicomb : Joel

### Télévision

#### Séries télévisées
- 2013 : Les Sirènes de Mako (Mako : Island of Secrets) : Ben
- 2016 : Wanted : Jamie
- 2021 : Love, Victor : Charlie
- 2021 : Action Royale : Trilby

## Récompenses
- 2013 : Tropfest : Meilleur acteur pour Time

## Nominations
- 2017 : Young Artist Awards : Meilleur second rôle masculin dans un film pour Captain Fantastic
- 2017 : Screen Actors Guild Awards : Meilleure distribution pour Captain Fantastic[10]